# Гей Василь Степанович
Васи́ль Степа́нович Гей (14 січня 1942, Заболоття (Любомльський район), Любомльського району Волинської області — 12 березня 2016, Луцьк) — український поет, член Національної спілки письменників України (з 1974 р.).

## Життєпис
Закінчив редакторський факультет Українського поліграфічного інституту.
З 1989 по 2006 очолював Волинську письменницьку організацію.

## Творчість
Автор поетичних збірок:
- «Закон вірності»,
- «Крила Світязя»,
- «Витоки»,
- «Вічно пам'ятати»,
- «Кольори весни»,
- «Краплі на листі»,
- «Лесин кадуб»,
- «Підрубане дерево роду»,
- «Де маминим голосом тиша мовчить… Восьмивірші з рідного села»,
- «Зоря з криничної води»,
- «Кривавник рідного слова», природознавчої книжки «Під сузір'ям калини»,

повістей:
- «Яворник»,
- «Вихор у стиглому житі», збірок статей, виступів, рецензій:
- «При світлі сивої роси»,
- «Рядки з рецензій», збірки пісень «І піснею хата багата» (у співавторстві).
- «Що крає у краї туман?»

## Відзнаки та нагороди
- Заслужений діяч мистецтв України (2006).
- Лауреат премій імені А.Головка, міжнародної — імені Д.Нитченка та обласної імені А.Кримського.